# Білоярське сільське поселення (Приуральський район)
Білоя́рське сільське поселення (рос. Белоярское сельское поселение) — сільське поселення у складі Приуральського району Ямало-Ненецького автономного округу Тюменської області Росії.
Адміністративний центр — село Білоярськ.
Населення сільського поселення становить 3614 осіб (2017; 3370 у 2010, 3008 у 2002).
Станом на 2002 рік існували Білоярська сільська рада (селище Білоярськ) та Байдарацька сільська рада (присілки, Лаборова, Щуче, Яроно) з центром у присілку Щуче.

## Склад
До складу сільського поселення входять:
| Населений пункт    | Населення, осіб (2002) | Населення, осіб (2010) |
| ------------------ | ---------------------- | ---------------------- |
| Білоярськ, село    | 1487                   | 1850                   |
| Лаборова, присілок | 176                    | 669                    |
| Щуче, селище       | 1345                   | 851                    |
| Яроно, присілок    | 0                      | -                      |